# Toreador
Toreador er et gammelt, spansk udtryk for en tyrefægter til hest. Det var typisk adelen og dens rytteri, der holdt sig i form udenfor krigstid ved at nedlægge tyre fra hesteryg. Det foregik, indtil en adelsherre i starten af 1700-tallet en dag faldt ned af hesten foran tyren. En fattig tømrer ved navn Francisco Romero sprang ind i arenaen og tiltrak sig tyrens opmærksomhed med sin sombrero og muletaen. Dermed var en ny form for tyrefægtning født.
Ordet toreador betragtes i dag som en nedsættende betegnelse for en torero, som er den korrekte benævnelse for en mand, der kæmper mod tyr.